# Парламентские выборы в Германии (1912)
Федеральные выборы были проведены в Германской империи 12 января 1912 года. Хотя Социал-демократическая партия (СДПГ) получила большинство голосов на всех выборах с 1890 года, она никогда не выигрывали больше всего мест, и на выборах в 1907 году они получили менее половины мест, несмотря на получение более миллиона голосов. Однако на этих выборах партия выиграла более чем в два раза больше голосов второй по величине партии Центра и стала самой большой партией, выиграв 110 из 397 мест.
Расклад сил во вновь избранном рейхстаге сделал возможным коалицию большинства из партий, враждебных или амбивалентных правящим элитам Германской империи — социал-демократов, партии центра и лево-либеральных прогрессистов. Следствием этой возможности можно было увидеть вотум недоверия правительству Теобальда фон Бетман-Гольвега по делу Саверн в 1913 году и Постановление о мире Рейхстага 1917 года. Тем не менее Центр и прогрессисты не желали действовать последовательно в оппозиции, в результате чего правительство в значительной степени свободно поступало по своему усмотрению.
Некоторые историки, такие как Фриц Фишер, предположили, что Первая мировая война была частично результатом стратегии консервативных прусских юнкеров, чтобы справиться с этим результатом. Стремясь усилить поддержку консервативных партий и политики, чтобы отвлечь население от СПД, они надеялись поднять патриотизм во внешнем конфликте с Россией или другим восточноевропейским государством, таким как Сербия. Другие авторы, такие как Найл Фергюсон, считают, что немецкие консерваторы были амбивалентны в войне, опасаясь, что потеря войны будет иметь катастрофические последствия, и даже успешная война может оттолкнуть население, если оно будет длительным или трудным.
Избранный на этих выборах депутат от Меца и член СДПГ Жорж Вайль перебежал во Францию в начале Первой мировой войны.

## Результаты
| Партия                                                                            | Голосов    | %    | Мест | +/-          |
| --------------------------------------------------------------------------------- | ---------- | ---- | ---- | ------------ |
| Социал-демократическая партия Германии                                            | 4 250 400  | 34,8 | 110  | ▲67          |
| Партия центра                                                                     | 1 996 800  | 16,4 | 91   | ▼14          |
| Национал-либеральная партия                                                       | 1 662 700  | 13,6 | 45   | ▼9           |
| Прогрессивная народная партия                                                     | 1 497 000  | 12,3 | 42   | ▼7           |
| Немецкая консервативная партия                                                    | 1 126 300  | 9,2  | 43   | ▼17          |
| Польская партия                                                                   | 441 600    | 3,6  | 18   | ▼2           |
| Свободно-консервативная партия                                                    | 367 200    | 3,0  | 14   | ▼10          |
| Экономический союз                                                                | 304 600    | 2,5  | 10   | ▲5           |
| Эльзас-Лотарингская партия                                                        | 162 000    | 1,3  | 9    | ▲2           |
| Немецкая ганноверская партия                                                      | 84 600     | 0,8  | 5    | ▲4           |
| Немецкая реформистская партия                                                     | 51 900     | 0,4  | 3    | новая партия |
| Датская партия                                                                    | 17 000     | 0,1  | 1    | 0            |
| Немецкая аграрная лига                                                            | 245 100    | 2,0  | 2    | ▼6           |
| Баварская партия фермеров                                                         | 245 100    | 2,0  | 2    | ▲1           |
| Прочие                                                                            | 245 100    | 2,0  | 2    | ▼1           |
| Недействительных голосов                                                          | 53,100     | -    | -    | -            |
| Всего                                                                             | 12 260 600 | 100  | 397  | 0            |
| Зарегистрировано избирателей/явка                                                 | 13 352 900 | 84,9 | -    | -            |
| Источник: Nohlen & Stöver, DGDB Архивная копия от 17 июня 2020 на Wayback Machine |            |      |      |              |